# 沙伊伯纳德
沙伊伯纳德（法語：Scheibenhard，法語發音：[ʃaibənaʁt]）是法国下莱茵省的一个市镇，位于法德边境，属于阿格诺-维桑堡区。

## 历史
沙伊伯纳德隔劳特河与德国沙伊本哈特（Scheibenhardt）相邻，二者本是同一个村庄，1815年，根据维也纳会议，劳特河以南的部分划分给法国，即今天的沙伊伯纳德。沙伊伯纳德同阿尔萨斯的其它地方一样，在德法的数次战争中几经辗转于两国。1945年3月19日，突尼斯第4步枪团渡过劳特河，从德国手中解放了沙伊伯纳德。

## 地理
沙伊伯纳德（48°58'44"N, 8°8'13"E）面积4.62 平方千米，位于法国大東部大區下莱茵省，该省份为法国大陆部分最东部的省份，是阿尔萨斯的一部分，今与上莱茵省组成了阿尔萨斯欧洲集体，其南至上莱茵省，西南接孚日省和默尔特-摩泽尔省，西接摩泽尔省，北与德国接壤。
与沙伊伯纳德接壤的市镇（或旧市镇、城区）包括：洛泰堡、莫泰恩、洛泰堡附近内维莱尔、尼德劳特巴克、沙伊本哈特。
沙伊伯纳德的时区为UTC+01:00、UTC+02:00（夏令时）。

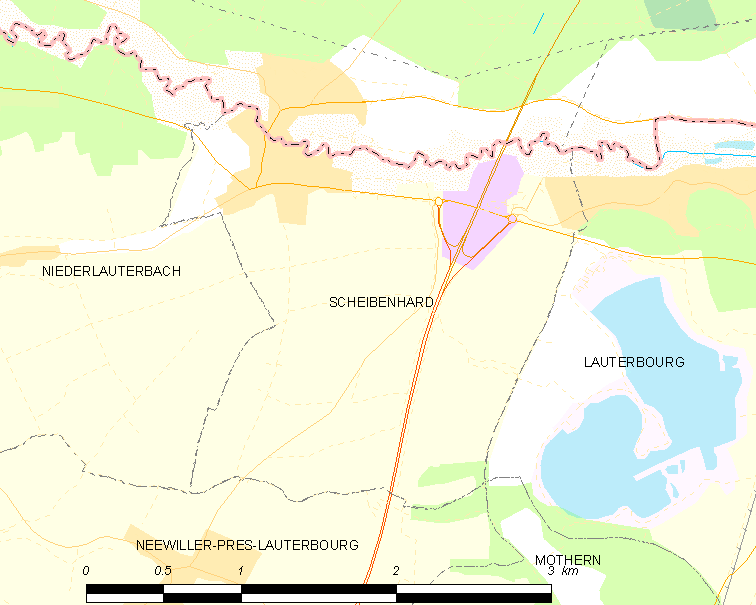
沙伊伯纳德的OSM定位图

## 行政
沙伊伯纳德的邮政编码为67630，INSEE市镇编码为67443。

## 政治
沙伊伯纳德所属的省级选区为维桑堡县。

## 人口

1962-2008年间沙伊伯纳德人口变化图示

沙伊伯纳德于2022年1月1日时的人口数量为875人。